# Lac Crescent (Washington)
Pour les articles homonymes, voir Lac Crescent.
Le lac Crescent est un lac profond situé entièrement dans le parc national Olympique dans l'État de Washington, dans le Nord-Ouest des États-Unis.
Au bord du lac se trouvent plusieurs structures bâties, notamment un lodge et une station de rangers, respectivement appelés le Lake Crescent Lodge et la Storm King Ranger Station.

## Géographie

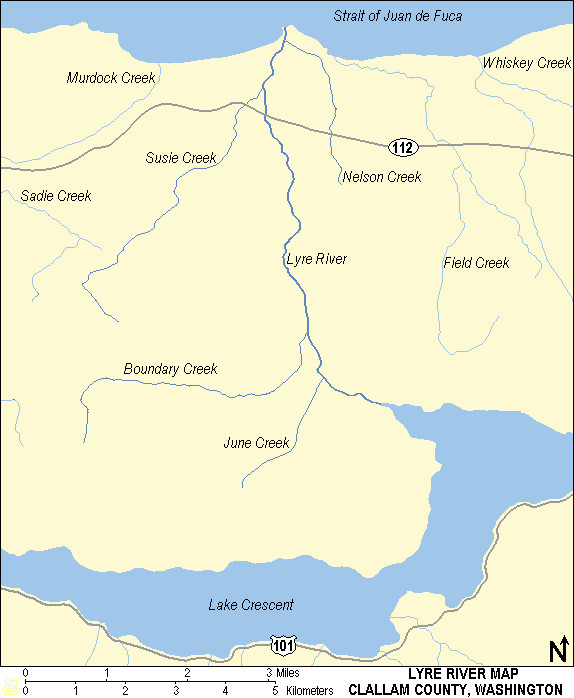
le lac Crescent et son émissaire : Lyre River.